# Enrico Hartneid del Liechtenstein
Enrico Hartneid del Liechtenstein (nome completo Heinrich Hartneid Maria Franz de Paula Johann Alois Joseph Ignatius Benedictus Hilarion; Velké Losiny, 21 ottobre 1920 – Grabs, 29 novembre 1993) è stato un diplomatico liechtensteinese.
Svolse un ruolo chiave nell'evoluzione dei rapporti diplomatici tra il Liechtenstein e la Svizzera.

## Biografia
Il principe Enrico Hartneid nacque al castello di Velké Losiny nel 1920, l'ultimo degli otto figli del principe Luigi e dell'arciduchessa Elisabetta Amalia.
Frequentò a Vienna sia lo Schottengymnasium, dal 1930 al 1938, che la Handelshochschule, studiando quindi commercio fino al diploma nel 1941. Il 26 dicembre del 1944 divenne incaricato d'affari presso la legazione del Liechtenstein a Berna, riaperta nello stesso anno, dietro la nomina del fratello Francesco Giuseppe II.
Sposò a Vienna Amalie Ida Margarete Leopoldine Franziska Podstatzky-Lichtenstein (1935-2025), seconda dei tre figli dei conti Leopold Joachim (1903-1979) e Marie Margarete "Minki" Kinsky von Wchinitz und Tettau (1912-1994), il 23 aprile del 1968.
Il 28 ottobre 1969 salì al grado di ambasciatore, che mantenne fino al 1989 continuando a lavorare per le trattative tra i due stati. In ambito internazionale fu attivo per i rapporti con organizzazioni quali l'ONU, l'AELS, e l'OSCE, e dal 1983 al 1991 rivestì per primo il ruolo di ambasciatore (non residente) in Austria.
Visse a Vaduz e morì nel 1993 all'ospedale di Grabs, all'età di 73 anni, anche se il Dizionario storico della Svizzera e l'istituto Dodis menzionano Mauren come luogo del decesso. Venne tumulato all'interno della cattedrale di San Florino.

## Discendenza
Enrico Hartneid del Liechtenstein e Amalie Ida Podstatzky-Lichtenstein (1935-2025) ebbero due figlie e un figlio:
- Principessa Maria Elisabeth (Berna, 30 giugno 1969), ha sposato Gilles Rouvines (1964) il 21 maggio del 2004 a Vaduz con nozze civili e il 5 giugno a Blonay con nozze religiose;[9]
- Principe Hubertus (Berna, 24 maggio 1971), ha sposato Claudia Rüegg, figlia di Jürg Ferdinand Rüegg (1945-2024) e di Angelika Hofmann, e hanno un figlio:[10]
  - Principe Leopold (12 giugno 2014).
- Principessa Marie Therese Eleonore (Berna, 29 gennaio 1974).[11]

## Titoli e trattamento
- 21 ottobre 1920 - 26 ottobre 1993: Sua Altezza Serenissima, il principe Enrico Hartneid del Liechtenstein
- 26 ottobre 1993 - 29 novembre 1993: Sua Altezza Serenissima, il principe Enrico Hartneid del Liechtenstein, conte di Rietberg

## Ascendenza
|                                    |                                  |                                           | Genitori                                             |  |  | Nonni |  |  | Bisnonni                             |  |  | Trisnonni                             |  |
|                                    |                                  |                                           |                                                      |  |  |       |  |  | Francesco di Paola del Liechtenstein |  |  | Giovanni I Giuseppe del Liechtenstein |  |
|                                    |                                  |                                           |                                                      |  |  |       |  |  | Francesco di Paola del Liechtenstein |  |  | Giovanni I Giuseppe del Liechtenstein |  |
|                                    |                                  | Giuseppa di Fürstenberg-Weitra            |                                                      |  |  |       |  |  | Francesco di Paola del Liechtenstein |  |  |                                       |  |
| Alfredo del Liechtenstein          |                                  |                                           |                                                      |  |  |       |  |  | Francesco di Paola del Liechtenstein |  |  |                                       |  |
|                                    |                                  | Ewa Potocka                               | Alfred Wojciech Potocki                              |  |  |       |  |  |                                      |  |  |                                       |  |
|                                    |                                  | Ewa Potocka                               | Alfred Wojciech Potocki                              |  |  |       |  |  |                                      |  |  |                                       |  |
|                                    |                                  | Ewa Potocka                               | Józefina Maria Czartoryska                           |  |  |       |  |  |                                      |  |  |                                       |  |
| Luigi del Liechtenstein            |                                  | Ewa Potocka                               |                                                      |  |  |       |  |  |                                      |  |  |                                       |  |
|                                    |                                  | Luigi II del Liechtenstein                | Giovanni I Giuseppe del Liechtenstein                |  |  |       |  |  |                                      |  |  |                                       |  |
|                                    |                                  | Luigi II del Liechtenstein                | Giovanni I Giuseppe del Liechtenstein                |  |  |       |  |  |                                      |  |  |                                       |  |
|                                    |                                  | Luigi II del Liechtenstein                | Giuseppa di Fürstenberg-Weitra                       |  |  |       |  |  |                                      |  |  |                                       |  |
| Enrichetta del Liechtenstein       |                                  | Luigi II del Liechtenstein                |                                                      |  |  |       |  |  |                                      |  |  |                                       |  |
|                                    |                                  | Franziska Kinsky von Wchinitz und Tettau  | Franz de Paula Joseph Kinsky von Wchinitz und Tettau |  |  |       |  |  |                                      |  |  |                                       |  |
|                                    |                                  | Franziska Kinsky von Wchinitz und Tettau  | Franz de Paula Joseph Kinsky von Wchinitz und Tettau |  |  |       |  |  |                                      |  |  |                                       |  |
|                                    |                                  | Franziska Kinsky von Wchinitz und Tettau  | Therese von Wrbna und Freudenthal                    |  |  |       |  |  |                                      |  |  |                                       |  |
| Enrico Hartneid del Liechtenstein  |                                  | Franziska Kinsky von Wchinitz und Tettau  |                                                      |  |  |       |  |  |                                      |  |  |                                       |  |
|                                    | Francesco Carlo d'Asburgo-Lorena | Francesco II d'Asburgo-Lorena             |                                                      |  |  |       |  |  |                                      |  |  |                                       |  |
|                                    | Francesco Carlo d'Asburgo-Lorena | Francesco II d'Asburgo-Lorena             |                                                      |  |  |       |  |  |                                      |  |  |                                       |  |
|                                    | Francesco Carlo d'Asburgo-Lorena | Maria Teresa di Borbone-Due Sicilie       |                                                      |  |  |       |  |  |                                      |  |  |                                       |  |
| Carlo Ludovico d'Asburgo-Lorena    | Francesco Carlo d'Asburgo-Lorena |                                           |                                                      |  |  |       |  |  |                                      |  |  |                                       |  |
|                                    |                                  | Sofia di Baviera                          | Massimiliano I di Baviera                            |  |  |       |  |  |                                      |  |  |                                       |  |
|                                    |                                  | Sofia di Baviera                          | Massimiliano I di Baviera                            |  |  |       |  |  |                                      |  |  |                                       |  |
|                                    |                                  | Sofia di Baviera                          | Carolina di Baden                                    |  |  |       |  |  |                                      |  |  |                                       |  |
| Elisabetta Amalia d'Asburgo-Lorena |                                  | Sofia di Baviera                          |                                                      |  |  |       |  |  |                                      |  |  |                                       |  |
|                                    |                                  | Michele del Portogallo                    | Giovanni VI del Portogallo                           |  |  |       |  |  |                                      |  |  |                                       |  |
|                                    |                                  | Michele del Portogallo                    | Giovanni VI del Portogallo                           |  |  |       |  |  |                                      |  |  |                                       |  |
|                                    |                                  | Michele del Portogallo                    | Carlotta Gioacchina di Borbone-Spagna                |  |  |       |  |  |                                      |  |  |                                       |  |
| Maria Teresa di Braganza           |                                  | Michele del Portogallo                    |                                                      |  |  |       |  |  |                                      |  |  |                                       |  |
|                                    |                                  | Adelaide di Löwenstein-Wertheim-Rosenberg | Costantino di Löwenstein-Wertheim-Rosenberg          |  |  |       |  |  |                                      |  |  |                                       |  |
|                                    |                                  | Adelaide di Löwenstein-Wertheim-Rosenberg | Costantino di Löwenstein-Wertheim-Rosenberg          |  |  |       |  |  |                                      |  |  |                                       |  |
|                                    |                                  | Adelaide di Löwenstein-Wertheim-Rosenberg | Agnese di Hohenlohe-Langenburg                       |  |  |       |  |  |                                      |  |  |                                       |  |
|                                    |                                  | Adelaide di Löwenstein-Wertheim-Rosenberg |                                                      |  |  |       |  |  |                                      |  |  |                                       |  |